# 이황화 탄소
이황화 탄소(Carbon disulfide)는 탄소와 황으로 구성된 화합물이다. 분자식은 CS2이다. 액체는 밀도가 높고 휘발성과 가연성이 강하다. 겨자 기름, 화산 가스, 원유에서 발견된다. 황 화합물을 태울 경우 발생할 수 있고, 황 화합물에 관련된 공정에서도 부산물로 발생할 수 있다. 독성이 매우 강하며 취급에 각별한 주의가 요구된다.

## 성질

### 물리적 성질
상온에서는 굴절률이 큰 무색의 액체 상태로 존재한다. 녹는점은 -111°C, 끓는점은 46.3°C이다. 비열은 1.24cal이고 기화열은 8381cal, 용해도는 22°C의 물에 0.173ml/100ml이다. 무극성 분자이며 많은 탄화수소, 에탄올, 에테르, 벤젠, 사염화 탄소 등과 잘 섞인다. 황, 인, 아이오딘, 브로민과 많은 유기 화합물에 대해 좋은 용매로 작용한다.

### 화학적 성질
인화점이 상압에서 -30°C로 매우 낮다. 인화점은 압력이 낮거나 산소 성분이 많을 경우 더 떨어질 수 있다. 발화 범위는 공기 중에서 부피 백분율로 1.91~50.0%이다. 독성이 매우 강하다.
이황화 탄소가 관여하는 반응 중 대표적인 것은 다음과 같다.
- 2 CS2·H2O 형태의 수화물을 만든다. 이 수화물은 -3°C에서 분해된다.
- 이차 아민과 반응하여 다이티오카르밤산염을 만든다. 반응식의 예는 다음과 같다.

(C2H5)2NH + CS2 + NaOH → (C2H5)2NCSSNa
- 금속 황화물과 반응하여 트라이티오탄산염을 얻고, 이황화물과 반응시킬 경우 테트라티오탄산염을 얻을 수 있다. 반응식의 예는 각각 다음과 같다.

CS2 + CaS → CaCS3
CS2 + Na2S2 → Na2CS4

## 제법
가열된 탄소에 황의 증기를 통과시키면 생성되나, 안전성 문제와 낮은 생산량으로 인하여 이 방법은 잘 사용되지 않는다. 주로 메테인과 황을 원료로 하여 생산하는 방법으로 제조된다. 반응식은 다음과 같다.
CH4 + 1/8 S8 → CS2 + 2 H2S

## 용도
이황화 탄소의 용도는 대표적으로 다음과 같다.
- 비스코스 레이온 수지, 셀로판, 사염화 탄소 등 각종 화합물 합성의 재료
- 살충제
- 국소 마취제
- 고무 황화 촉진제
- 용매
- 분석용 시약

이황화 탄소의 사용은 이황화 탄소의 큰 가연성과 독성으로 인해 감소되는 추세이다.

## 위험성
이황화 탄소는 불이 매우 붙기 쉽고 독성도 매우 강해 취급에 각별한 주의를 요한다.

### 화재 위험
인화점이 매우 낮고, 발화 범위가 매우 넓다. 저장할 때는 화기가 없는 어두운 곳에 두며, 기밀용기를 사용하여야 한다. 가능한 25°C이하의 공간에 저장한다.

### 독성
이황화 탄소는 매우 강한 독성을 가진 화합물 중 하나이다. 이황화 탄소를 섭취하는 경우는 잘 일어나지 않으나, 10ml 정도의 섭취도 치명적일 수 있다. 주로 흡입을 통해서 몸속으로 흡수되는 일이 잦으나, 피부를 통해서도 흡수될 수 있고 이 경우 역시 중독을 일으킬 수 있다. 반복된 피부와 액체 이황화 탄소의 접촉은 염증이나 피부의 부스러짐을 야기할 수 있다. 장시간 동안 접촉할 경우 물집이나 2도, 3도 화상이 발생할 수 있다. 영구적인 간과 신장의 손상, 생식 불능, 신경 장애, 시각 장애, 정신병, 심장 혈관 이상 등이 일어날 수 있다.
다량의 이황화 탄소 증기에 노출될 경우 두통, 어지러움, 구역질, 구토 등을 일으킬 수 있으며 목숨에 지장을 줄 수도 있다. 30분 동안 노출될 경우 1150ppm의 이황화 탄소는 신체에 심각한 문제를 일으키며, 3210ppm에서는 목숨이 위험하며, 4815ppm에서는 치명적이다. 장시간, 또는 반복된 이황화 탄소 증기에 대한 노출은 중추신경계와 말초신경계에 문제를 일으킬 수 있다.
피부 접촉 시 발적과 화상이 일어날 수 있고, 피부가 부스러지거나 벗겨질 수 있다. 몇 분 동안 피부에 노출될 경우 2도 화상이 생길 수 있다. 증기가 존재할 경우 피부로 흡수될 수 있으며, 이 경우 흡입 시와 증상이 비슷하다.
급성 중독의 경우 흥분, 불안, 점막 자극, 구역질, 구토, 의식 불명, 경련 등이 일어날 수 있고 만성의 경우 감정의 불안, 환청, 떨림, 청력 장애, 시력 장애, 체중 감소등이 일어날 수 있다. 치료법에는 신선한 공기 또는 산소의 흡입, 설사약 투여 등이 있고 필요에 따라서는 브로민화물의 투여, 인공 호흡 등을 실시한다.
1980년대 레이온 제조 공장이었던 원진레이온에서 근로자들이 이황화탄소에 중독된 사건은 이후 노동 환경 운동에 큰 영향을 끼쳤다.

## 같이 보기
- 이산화 탄소

## 참고 문헌
- Considine, G. D., Van Nostrand's encyclopedia of chemistry, 5th edition, Hoboken : Wiley-Interscience, 2005.
- 성용길, 김창홍 역, 化學大辭典編集委員會 편, <<화학대사전>>, 서울: 世和, 2001.
- https://web.archive.org/web/20081118072315/http://www.jtbaker.com/msds/englishhtml/c0957.htm